# Paaliaq (måne)
Paaliaq er en af planeten Saturns måner: Den blev opdaget John J. Kavelaars og Brett J. Gladman, og fik lige efter opdagelsen den midlertidige betegnelse S/2000 S 2. Senere har den Internationale Astronomiske Union vedtaget at opkalde månen efter kæmpen Paaliaq fra den inuitiske mytologi, og derudover kendes månen under betegnelsen Saturn XX (XX er romertallet for 20).
Paaliaq har en høj massefylde sammenlignet med de fleste andre Saturn-måner, og består formodentlig af en blanding af vand-is og klippemateriale. Dens mørke overflade reflekterer blot 6% af det lys der falder på den.
| Astronomi | Spire Denne artikel om astronomi er en spire som bør udbygges. Du er velkommen til at hjælpe Wikipedia ved at udvide den. |